# Megamix
Un megamix (prefijo «mega», del griego μέγας, que significa 'grande', entendido como 'un millón'; y «mix», del inglés 'mezcla') parte de la idea de un collage musical y sonoro, en el que el productor o megamixer combina elementos de diferentes canciones para crear un conjunto unitario. El megamixer puede emplear muestras y fragmentos extraídos de las canciones originales, usando sus habilidades y recursos técnicos para desarrollar un amplio abanico de efectos que aporten vistosidad y frescura musical, por lo general turntablism, sampling, scratches, repeticiones de beats, e incluso composición musical propia e inédita. Como definición conceptual, en España se suele hacer referencia a la frase plasmada en 1991 por Fernandisco en el disco Max Mix 11: «Megamix es un millón de mezclas».

## Origen
A finales de los años setenta, entre algunos disc-jockeys norteamericanos surgió una nueva forma de crear música, consistente en mezclar canciones de una manera rítmica y estética imprimiéndole su sello personal, sin que por ello el conjunto dejase de ser bailable. El resultado era grabado en cinta magnetofónica para uso propio del disc-jockey, que reproducía su trabajo en las discotecas en las que trabajaba, y empleando para ello los éxitos de música disco, funk y soul de la época. Estas fueron las raíces de los discos de mezclas tal y como los conocemos en la actualidad.
La multitud de efectos, repeticiones o cambios de tono, todos enlazados siguiendo una coherente estructura musical fue lo que llamó la atención del público creando un gran interés por este tipo de trabajos. A raíz de esa demanda comenzaron a difundirse en forma de "cassettes piratas". Varios años más tarde, y viendo el éxito de esas cintas, los sellos discográficos comenzaron a interesarse por este tipo de productos. Así, el primer disco de mezclas, elaborado de forma expresa para su comercialización, fue The Adventures of Grandmaster Flash on the Wheels of Steel. Fue realizado en 1981 por Grandmaster Flash, y su duración era de 7:03 minutos.
En Europa, pocos años después, comenzaron a destacar en la elaboración de mixes diversos disc-jockeys, como Alan Coulthard, Sanny-X, Les Adams, Lex Van Coeverden, Froggi, Ben Liebrand, Peter Slaghuis, Jean Paul Maes, Phil Panter, Bob One, Lombardini, Mario Aldini, The Ramon Brothers, entre muchos otros.

## El Megamix en España

### Los primeros Megamixes españoles
Desde su concepción, y hasta mediados de la década de los 80, los mixes eran realizados con material totalmente analógico: platos giradiscos, mesas de mezclas y magnetófonos de bobina abierta. Sin salir de esta concepción artesanal, el Studio 54 Connection, concebido por Raúl Orellana, y publicado por Blanco y Negro Music, se convirtió en el primer mix puesto a la venta de forma legal en España. No obstante, fue la discográfica Max Music la que acuñó el término 'Megamix' en el primer volumen de la saga Max Mix, siendo este mezclado por Javier Ussía y Mike Platinas.
En el proceso de realización de las primeras obras se llegaban a emplear varias copias de los mismos vinilos, para paliar el empeoramiento progresivo de la calidad del audio, causado por el lógico deterioro del surco. Así, se registrarían los fragmentos de los temas en cinta magnetofónica para su posterior manipulación, ya fuese creando efectos de repetición mediante el corte y pegado manual de la cinta magnetofónica o realizando empalmes entre distintos fragmentos de las canciones.
Con estos elementos fue elaborado el Max Mix, autodenominado como "El primer megamix español". Publicado en 1985 por Max Music, fue elaborado a partir de los grandes éxitos del Italo disco, Euro-Disco y Hi-NRG del momento. Esta obra supuso toda una revolución en lo que a los discos de mezclas se refiere. Unos meses más tarde se publicaría el Max Mix 2, un trabajo más definido y original, en gran medida a causa de la mayor libertad creativa brindada por los directivos de Max Music a Javier Ussía y Mike Platinas para la elaboración de los efectos. A partir de la tercera entrega en 1986, tras la entrada de Toni Peret y José María Castells en el sello Max Music, la popularidad de los megamixes llegó a convertirlos en un fenómeno de masas, ya que muchos de estos discos de mezclas alcanzaron cifras que superaban a cualquier otro artista pop del momento en las listas de ventas.
En la compañía rival, Raúl Orellana tuvo que lidiar con el empuje dado por Max Music, acompañado fielmente por Quim Quer como asistente y productor principal. Así es como en 1986 se iniciaría la saga más exitosa para Blanco y Negro, el Bolero Mix, que además se convertiría en la franquicia de megamixes más longeva en España, alcanzando su edición número 33 en 2018, última hasta el momento. Raúl Orellana se encarga de supervisar esta producción hasta su quinta entrega, tras la cual recogería el testigo el joven disc-jockey y locutor Quique Tejada, quien se consagró rápidamente como un nuevo referente entre los megamixers españoles.
El avance de la tecnología durante la década permitió el empleo progresivo de nuevos y más sofisticados dispositivos, como es el caso del sampler o de la tecnología MIDI. En el caso de los samplers, al principio estos aparatos únicamente permitían grabar una serie limitada de muestras, con muy pocos segundos de duración cada una de ellas, lo que suponía grabar las secuencias melódicas en la cinta magnetofónica por partes, para luego unirlas mediante corte y pegado.
La oferta de megamixes se diversificó durante la segunda mitad de los 80 casi tanto como lo hicieron los géneros musicales de baile. De hecho, los 80 vieron surgir y evolucionar multitud de estilos diferentes, además del Italo disco y el Hi-NRG: House, Synth Pop, Electro funk... y más tarde el Acid House y el New Beat. De todos ellos se sirvieron los creadores para plasmar las nuevas tendencias musicales en cada megamix que salía a la venta.
Algunos otros megamixers destacados en esta época, aparte de los ya mencionados, fueron Oriol Crespo, Gino, Stephanelli, Dimas Carbajo etc.

### Desarrollo y decadencia en la primera etapa
Tras la explosión cultural y comercial que supuso el Bakalao y el Sonido de Valencia en general, el fenómeno del megamix comercial se mantuvo más o menos inalterado más allá de la mitad de los 90, con el Eurodance como principal recurso musical. Fue por entonces cuando comenzaron a proliferar trabajos más comerciales, intentando aprovechar el tirón de los recopilatorios de éxito que contenían mix o megamix.
La reducción de costes dentro de las discográficas especializadas, que implicaba el empleo de covers (o copias de temas originales demasiado caros para ser licenciados), la limitación de los derechos de fragmentación, o la concesión a los megamixers de un tiempo cada vez menor para la realización de sus obras, así como las continuas estrategias empresariales (algunas de ellas fuera del límite de la legalidad) fueron otros de los motivos del declive del megamix.
En 1995 el fenómeno megamix vivió un evento muy celebrado por los fans. Tras la macha de Quique Tejada, que abandonó Blanco y Negro Music para unirse a Toni Peret y José María Castells en la compañía rival (Max Music), se formó el Dream Team (Equipo de ensueño). En este momento el fenómeno experimentaría un repunte en el que vieron la luz grandes lanzamientos, con megamixes de indiscutible calidad creados por ellos: Maquina Total 8, Rambo Total, Lo + Duro 5, Bombazo Mix 2, Internet Mix, o Max Mix 97, el único Max Mix editado en España que contó con la participación de Quique Tejada. Además de realizar todos los megamixes de Max Music para ese periodo, el Dream Team se encarga de realizar los megamixes incluidos en los recopilatorios del sello Code Music. De ese periodo se pueden destacar discos como: Currupipi Mix, Mixxion Imposible, Expediente Mix, Cucurruc Mix etc. Aunque los Djs del Dream Team nunca aparecieron acreditados por motivos contractuales.
A cargo de los megamixes en Blanco y Negro Music quedarían Quim Quer y Jordi Luque. También son dignos de mención algunos otros creadores de la época, como es el caso de los Dee DJs, Dani Valdés y David López Gausa, que elaboraron megamixes excelentes para Boy Records.
En 1997, de la mano de Ricardo Campoy, Toni Peret, José María Castells, Quique Tejada y Andreu Ugas, surge Vale Music, heredera moral y comercial de Max Music. En ese periodo Vale Music lanzó recopilatorios como: Dance Mix USA, Cronicas Marcianas Mix o It's Your Time. Por su parte, Max Music continuó algunas de sus grandes sagas como Bombazo Mix, Maquina Total o Lo+Duro, incluyendo megamixes mucho menos elaborados a cargo de Mike Platinas, que se reincorporó a la empresa tras la marcha del Dream Team. En un ambiente enrarecido por las guerras empresariales y los cambios de hábito de los consumidores, surgen los recopilatorios que incluyen sesiones de mezclas, en detrimento del megamix. Además, Max Music terminaría desapareciendo envuelta en un lamentable escándalo de extorsiones, sicarios, secuestros e intentos de asesinato..
La 'Edad de Oro del Megamix' concluye así a finales de la década de los 90, con la aparición de obras cada vez más simples y menos elaboradas, así como de sesiones de discoteca mezcladas mediante software y sin apenas efectos, lo que simplificaba los costes y los tiempos de entrega de forma significativa. Algunas de las sagas más destacables de la hotoria del Megamix son: Max Mix, Bolero Mix, Maquina Total, Lo+Duro, Blanco y Negro Mix, Puzzletron, Ibiza Mix etc.

### El empuje del megamix amateur
La evolución del fenómeno cambió radicalmente de tercio desde los albores del siglo XXI: el desarrollo tanto de internet como de la informática a nivel usuario, así como el justificado desencanto de los consumidores hacia las principales discográficas del ramo, que habían dado gradualmente la espalda al fenómeno, fueron la chispa que provocó que cada vez más aficionados comenzasen a crear sus propios megamixes, a nivel no comercial, para distribuirlos sin límites a través de páginas web.
De esta forma, desde 1998 y hasta 2005, la página web "In The Mix", creada y diseñada por Iñaki Bageneta, ofreció desde Internet un nuevo impulso para la divulgación del megamix. Esta web configuró un punto de encuentro para los amantes de la música de baile y los megamixes, además de ofrecer información sobre disc-jockeys, técnicas de mezcla y la posibilidad de escuchar nuevos y numerosos megamixes amateurs, siendo además la primera de muchas webs enfocadas hacia la mezcla creativa, y que tuvieron su lugar y su importancia hasta el auge de las redes sociales.
La revista española DeeJay se sumó al apoyo a las creaciones amateur, convocando para ello los Concursos de Megamixes. En la primera edición fueron vencedores los hermanos Daniel y Javier Villegas.
Ante tal interés por parte de los aficionados, se asistió a un ligero reflote del concepto a nivel comercial encabezado por Toni Peret, ya en solitario, desde Vale Music, a través de algunos megamixes en la saga Superventas. Blanco y Negro Music se animaría poco después, en 2003, recurriendo por primera vez a dos megamixers provenientes del mundo amateur: Josep González 'Crydamour' y Mikel Ballesteros 'NoCarrier', para la creación de su longevo Bolero Mix en su edición número 20.
Esta tendencia no quedaría aquí, ya que, desde ese momento hasta entonces, han sido varios los megamixers de procedencia amateur que han dado el salto a la publicación comercial, entre ellos Dj Tedu, Tony Postigo y Javier Villegas, Pedro Jiménez quien se uniría en tándem con Josep González bajo el nombre Cut'n Paste para revitalizar las míticas y longevas sagas Bolero Mix e Ibiza Mix. Mike Platinas también protagonizó una nueva aunque fugaz vuelta, publicando en 2004 I Love Megamixes que en su portada utilizaba la mima tipografía que que la saga Max Mix.

### El Megamix, de 2010 en adelante
En 2010, Toni Peret reinicia la saga Max Mix, en esta ocasión para Blanco y Negro Music. Además, esta compañía aprovecha la moda 'remember' para rescatar algunos de las sagas más recordadas por los aficionados a los megamixes: Locos por el Mix, Máquina Total, Lo+Duro 2.0... todos ellos mezclados por Toni Peret.
Durante todo este tiempo, Blanco y Negro Music se erige como la única compañía de peso que apuesta por el megamix, con los dúos ''Cut'n Paste'' (formado por Crydamour y Pedro Jiménez), Tony Postigo y Javi Villegas, o DJ Tedu en solitario, además de Toni Peret, como los realizadores de la mayoría de los títulos recopilatorios del sello en esta época, aunque otras discográficas como Squad Music o Contraseña también harían publicaciones puntuales. También desde Blanco y Negro Music se abre la puerta a otros megamixers provenientes del mundo de la TV y la radiodifusión, alojando recopilatorios con megamixes de Mikel Vílchez, DJ Valdi, Germán Ortiz o Xavi Alfaro.
A mitad de la década, Toni Peret, José María Castells y Quique Tejada regresan como el Dream3Team Reload, realizando actuaciones en directo, y editando algunos títulos de temática 'remember': Children of the 80's, Noventeros Mix, o Max Mix Live! (El primer megamix en directo).
En 2015 Blanco y Negro Music publica el recopilatorio Max Mix (30 aniversario) en dos ediciones separadas, en las que Toni Peret y Mike Platinas regresaban a la saga Max Mix para realizar dos megamixes conmemorativos en los que se recuperaban los temas clásicos de la primera época de los Max Mix.No obstante, en los últimos años, esta compañía cambia su política comercial con el objetivo de adaptarse a los nuevos tiempos, dejando de nuevo de lado el megamix, y apostando mayormente por el streaming, en detrimento del formato físico.